# Movimiento Nacionalsocialista Noruego
El Movimiento Nacionalsocialista Noruego (en noruego: Norges Nasjonalsosialistiske Bevegelse; NNSB), anteriormente Zorn 88, es un grupo neonazi noruego con unos cincuenta miembros, dirigido por Erik Rune Hansen. Fundado en 1988, es un grupo secreto con una estricta regulación de membresía.
El NNSB expresa admiración por Adolf Hitler y Vidkun Quisling, y se centra en el revisionismo histórico y el antisemitismo, particularmente la negación del Holocausto. Publica la revista Gjallarhorn, y en 1999 publicó Los Protocolos de los Sabios de Sión. Otros temas recurrentes incluyen la higiene racial y la religión nórdica. Varios de sus miembros eran nacionalsocialistas activos y miembros del Nasjonal Samling durante la Segunda Guerra Mundial. El grupo ha tenido vínculos con Erik Blücher y la revista Folk og Land, y con Varg Vikernes. Ha sido parte de redes internacionales junto con la Unión Mundial de Nacional Socialistas, el Movimiento Nacionalsocialista de Dinamarca, el (ahora desaparecido) Frente Nacionalsocialista Sueco y Blood & Honour. Junto con grupos escandinavos ha participado en celebraciones y memoriales a Adolf Hitler y Rudolf Hess.
En noviembre de 2007, una ceremonia conmemorativa en el cementerio de guerra alemán en Oslo fue atacada por antifascistas, dejando cinco miembros de la NNSB heridos, uno gravemente. El NNSB prometió que no tenía intenciones de tomar represalias por el ataque.